# Введенка (Воронежская область)
Введенка — поселок в Эртильском районе Воронежской области России. 
Входит в состав Первоэртильского сельского поселения.

## География
Селение находится по обоим берегам запруженного водоёма и небольшой реки.

### Улицы
- ул. Восточная
- ул. Горняцкая
- ул. Молодежная
- ул. Набережная

## Население
| 2000 | 2010 |
| ---- | ---- |
| 442  | ↘331 |